# Jacco Eltingh
Jacco Folkert Eltingh (Heerde, 29 augustus 1970) is een Nederlands tennisspeler, die vooral grote successen boekte in het dubbelspel samen met Paul Haarhuis. Samen met Haarhuis was hij onderdeel van de ‘Gouden Generatie’; ze worden ook wel het beste Nederlandse tennisduo aller tijden genoemd. Eltingh is de jongste speler in het open tijdperk met een ‘Career Grand Slam’ op zijn naam in het herendubbel. Eltingh is een van de weinige spelers die zijn carrière afsloot als Nr. 1 van de wereld-ranglijst. De Nederlander was actief op de tour tussen 1989 en 1998.

## Loopbaan
Eltingh kwam in 1991 binnen in de top 100 van de ATP. Op 6 februari 1995 behaalde hij met een ranking als nummer 19 de hoogste singelranking uit zijn carrière. Hij won in het enkelspel vier toernooien op vier verschillende ondergronden: in 1992 Manchester op gras, in 1993 Atlanta op gravel en Schenectady op hardcourt, en in 1994 Kuala Lumpur indoor.
Zijn grootste successen boekte hij in het dubbelspel samen met Paul Haarhuis. In het dubbelspel won hij in totaal 44 toernooien, waarvan 39 samen met Haarhuis. Ze werden samen twee keer wereldkampioen (in 1993 en 1998) en waren het eerste team dat alle vier de Grand Slamtoernooien won. De KNLTB (Koninklijke Nederlandse Lawn Tennisbond) benoemde hen vanwege hun zegereeks tot ereleden.
Eltingh speelde zestien wedstrijden namens Nederland in de Davis Cup, waarvan hij er tien won.
Na zijn actieve carrière zette hij samen met Paul Haarhuis het bedrijf Tennis & Events op, dat onder andere jaarlijks het senior-proftoernooi AFAS Tennis Classics organiseert.
Eltingh is huidig technisch directeur van de KNLTB.

## Privé
Eltingh is geboren in Heerde. Hij is gehuwd met voormalig prof-tennisster Hellas ter Riet. Hij heeft drie zoons.

## Overwinningen

### Enkelspel (4)
| Nr.              | Datum            | Toernooi         | Ondergrond | Tegenstander in finale | Score          | Details |
| ---------------- | ---------------- | ---------------- | ---------- | ---------------------- | -------------- | ------- |
| Gewonnen finales |                  |                  |            |                        |                |         |
| 1.               | 22 juni 1992     | ATP Manchester   | Gras       | MaliVai Washington     | 6-3, 6-4       | Details |
| 2.               | 3 mei 1993       | ATP Atlanta      | Gravel     | Bryan Shelton          | 7-61, 6-2      | Details |
| 3.               | 29 augustus 1994 | ATP Schenectady  | Hardcourt  | Chuck Adams            | 6-3, 6-4       | Details |
| 4.               | 3 oktober 1994   | ATP Kuala Lumpur | Tapijt (i) | Andrej Olchovski       | 7-61, 2-6, 6-4 | Details |

### Dubbelspel (44)
| Legenda                     |
| Grand Slam (6)              |
| Tennis Masters Cup (2)      |
| ATP Masters Series (8)      |
| ATP Championship Series (5) |
| ATP Tour (23)               |

| Titels per ondergrond |
| Hardcourt (18)        |
| Gravel (10)           |
| Gras (3)              |
| Tapijt (13)           |

| No. | Datum             | Toernooi                                                         | Ondergrond    | Medespeler      | Tegenstanders in finale             | Score in finale           | Details |
| 1   | 30 september 1991 | Campionati Internazionali di Sicilia Palermo, Italië             | Gravel        | Tom Kempers     | Emilio Sánchez Javier Sánchez       | 3–6, 6–3, 6–3             |         |
| 2   | 7 oktober 1991    | Athene Open Athene, Griekenland                                  | Gravel        | Mark Koevermans | Menno Oosting Olli Rahnasto         | 5–7, 7–6, 7–5             |         |
| 3   | 28 oktober 1991   | Guaruja Open Guarujá, Brazilië                                   | Hard          | Paul Haarhuis   | Bret Garnett Todd Nelson            | 6-3, 7-5                  |         |
| 4   | 11 november 1991  | Birmingham Open Birmingham, Groot-Brittannië                     | Tapijt        | Paul Wekesa     | Ronnie Båthman Rikard Bergh         | 7–5, 7–5                  |         |
| 5   | 31 augustus 1992  | OTB Open Schenectady, Verenigde Staten                           | Hard          | Paul Haarhuis   | Sergio Casal Emilio Sánchez         | 6-3, 6-4                  |         |
| 6   | 11 januari 1993   | Kuala Lumpur Open Kuala Lumpur, Maleisië                         | Hard          | Paul Haarhuis   | Henrik Holm Bent-Ove Pedersen       | 7-5, 6-3                  |         |
| 7   | 8 februari 1993   | SAP Open San Francisco, Verenigde Staten                         | Hardcourt (i) | Scott Davis     | Patrick McEnroe Jonathan Stark      | 6–1, 4–6, 7–5             |         |
| 8   | 17 mei 1993       | Italian Open Rome, Italië                                        | Gravel        | Paul Haarhuis   | Wayne Ferreira Mark Kratzmann       | 6-4, 7-6                  |         |
| 9   | 2 augustus 1993   | 't Melkhuisje Hilversum, Nederland                               | Gravel        | Paul Haarhuis   | Hendrik Jan Davids Libor Pimek      | 4-6, 6-2, 7-5             |         |
| 10  | 4 oktober 1993    | Kuala Lumpur Open Kuala Lumpur, Maleisië                         | Hard (i)      | Paul Haarhuis   | Jonas Björkman Lars-Anders Wahlgren | 7-5, 4-6, 7-6             |         |
| 11  | 15 november 1993  | Kremlin Cup Moskou, Rusland                                      | Tapijt        | Paul Haarhuis   | Jonas Björkman Jan Apell            | 6-1, opgave               |         |
| 12  | 28 november 1993  | ATP World Tour Finals Johannesburg, Zuid-Afrika                  | Hard (i)      | Paul Haarhuis   | Todd Woodbridge Mark Woodforde      | 7-6(4), 7-6(5), 6-4       |         |
| 13  | 31 januari 1994   | Australian Open Melbourne, Australië                             | Hard          | Paul Haarhuis   | Byron Black Jonathan Stark          | 6-7, 6-3, 6-4, 6-3        |         |
| 14  | 21 februari 1994  | U.S. Pro Indoor Philadelphia, Verenigde Staten                   | Tapijt        | Paul Haarhuis   | Jim Grabb Jared Palmer              | 6-3, 6-4                  |         |
| 15  | 21 maart 1994     | Lipton Int. Players Championships Key Biscayne, Verenigde Staten | Hard          | Paul Haarhuis   | Mark Knowles Jared Palmer           | 7-6, 7-6                  |         |
| 16  | 12 september 1994 | US Open New York, Verenigde Staten                               | Hard          | Paul Haarhuis   | Todd Woodbridge Mark Woodforde      | 6-3, 7-6                  |         |
| 17  | 3 oktober 1994    | Kuala Lumpur Open Kuala Lumpur, Maleisië                         | Tapijt        | Paul Haarhuis   | Nicklas Kulti Lars-Anders Wahlgren  | 6-0, 7-5                  | Details |
| 18  | 10 oktober 1994   | Australian Indoor Tennis Championship Sydney, Australia          | Hard (i)      | Paul Haarhuis   | Byron Black Jonathan Stark          | 6-4, 7-6                  | Details |
| 19  | 7 november 1994   | BNP Paribas Masters Parijs, Frankrijk                            | Tapijt        | Paul Haarhuis   | Byron Black Jonathan Stark          | 3-6, 7-6, 7-5             |         |
| 20  | 14 november 1994  | Kremlin Cup Moskou, Rusland                                      | Tapijt        | Paul Haarhuis   | David Adams Andrej Olchovski        | walk-over                 |         |
| 21  | 1 mei 1995        | Monte-Carlo Rolex Masters Monte Carlo, Monaco                    | Gravel        | Paul Haarhuis   | Luis Lobo Javier Sánchez            | 6-3, 6-4                  |         |
| 22  | 12 juni 1995      | Roland Garros Frankrijk, Parijs                                  | Gravel        | Paul Haarhuis   | Nicklas Kulti Magnus Larsson        | 6-7, 6-4, 6-1             |         |
| 23  | 26 juni 1995      | Gerry Weber Open Halle, Duitsland                                | Gras          | Paul Haarhuis   | Jevgeni Kafelnikov Andrej Olchovski | 6-2, 3-6, 6-3             |         |
| 24  | 16 oktober 1995   | Tokyo Indoor Tokyo, Japan                                        | Tapijt        | Paul Haarhuis   | Jakob Hlasek Patrick McEnroe        | 7-6, 6-4                  | Details |
| 25  | 30 oktober 1995   | Essen Essen, Duitsland                                           | Tapijt        | Paul Haarhuis   | Cyril Suk Daniel Vacek              | 7-5, 6-4                  |         |
| 26  | 13 november 1995  | Stockholm Open Stockholm, Zweden                                 | Hard (i)      | Paul Haarhuis   | Grant Connell Patrick Galbraith     | 3-6, 6-2, 7-6             |         |
| 27  | 21 oktober 1996   | Grand Prix de Tennis de Toulouse Toulouse, Frankrijk             | Hard (i)      | Paul Haarhuis   | Olivier Delaître Guillaume Raoux    | 6-3, 7-5                  |         |
| 28  | 4 november 1996   | BNP Paribas Masters Parijs, Frankrijk                            | Tapijt        | Paul Haarhuis   | Jevgeni Kafelnikov Daniel Vacek     | 6-4, 4-6, 7-6             |         |
| 29  | 6 januari 1997    | Qatar ExxonMobil Open Doha, Qatar                                | Hard          | Paul Haarhuis   | Patrik Fredriksson Magnus Norman    | 6-3, 6-2                  |         |
| 30  | 10 maart 1997     | ABN AMRO World Tennis Tournament Rotterdam, Nederland            | Tapijt        | Paul Haarhuis   | Libor Pimek Byron Talbot            | 7-6, 6-4                  |         |
| 31  | 23 juni 1997      | Heineken Trophy Rosmalen, Nederland                              | Gras          | Paul Haarhuis   | Trevor Kronemann David Macpherson   | 6-4, 7-5                  |         |
| 32  | 25 augustus 1997  | U.S. Pro Tennis Championships Boston, Verenigde Staten           | Hard (i)      | Paul Haarhuis   | Dave Randall Jack Waite             | 6-4, 6-2                  |         |
| 33  | 6 oktober 1997    | Grand Prix de Tennis de Toulouse Toulouse, Frankrijk             | Hard (i)      | Paul Haarhuis   | Jean-Philippe Fleurian Maks Mirni   | 6-3, 7-6                  |         |
| 34  | 3 november 1997   | BNP Paribas Masters Parijs, Frankrijk                            | Tapijt        | Paul Haarhuis   | Rick Leach Jonathan Stark           | 6-2, 7-6                  |         |
| 35  | 2 februari 1998   | Australian Open Melbourne, Australië                             | Hard          | Jonas Björkman  | Todd Woodbridge Mark Woodforde      | 6–2, 5–7, 2–6, 6–4, 6–3   |         |
| 36  | 2 maart 1998      | U.S. Pro Indoor Philadelphia, Verenigde Staten                   | Hard (i)      | Paul Haarhuis   | Richey Reneberg David Macpherson    | 7-6, 6-7, 6-2             |         |
| 37  | 9 maart 1998      | ABN AMRO World Tennis Tournament Rotterdam, Nederland            | Tapijt        | Paul Haarhuis   | Neil Broad Piet Norval              | 7-6, 6-3                  |         |
| 38  | 20 april 1998     | Open Seat Barcelona, Spanje                                      | Gravel        | Paul Haarhuis   | Ellis Ferreira Rick Leach           | 7-5, 6-0                  |         |
| 39  | 27 april 1998     | Monte-Carlo Rolex Masters Monte Carlo, Monaco                    | Gravel        | Paul Haarhuis   | Todd Woodbridge Mark Woodforde      | 6-4, 6-2                  |         |
| 40  | 8 juni 1998       | Roland Garros Frankrijk, Parijs                                  | Gravel        | Paul Haarhuis   | Mark Knowles Daniel Nestor          | 6-3, 3-6, 6-3             |         |
| 41  | 4 juli 1998       | Wimbledon Londen, Groot-Brittannië                               | Gras          | Paul Haarhuis   | Todd Woodbridge Mark Woodforde      | 2-6, 6-4, 7–63, 5-7, 10-8 |         |
| 42  | 9 augustus 1998   | Dutch Open Amsterdam, Nederland                                  | Gravel        | Paul Haarhuis   | Dominik Hrbatý Karol Kučera         | 6-3, 6-2                  |         |
| 43  | 31 augustus 1998  | U.S. Pro Tennis Championships Boston, Verenigde Staten           | Hard          | Paul Haarhuis   | Chris Haggard Jack Waite            | 6-3, 6-2                  |         |
| 44  | 22 november 1998  | ATP World Tour Finals Hartford, Verenigde Staten                 | Tapijt        | Paul Haarhuis   | Mark Knowles Daniel Nestor          | 6-4, 6-2, 7-5             |         |

## Prestatietabel
| Legenda | Legenda                          |
| ------- | -------------------------------- |
| g.t.    | geen toernooi gehouden           |
| l.c.    | lagere categorie                 |
| –       | niet deelgenomen                 |
| G       | uitgeschakeld in de groepsfase   |
| 1R      | uitgeschakeld in de eerste ronde |
| 2R      | uitgeschakeld in de tweede ronde |
| 3R      | uitgeschakeld in de derde ronde  |
| 4R      | uitgeschakeld in de vierde ronde |
| KF      | uitgeschakeld in de kwartfinale  |
| HF      | uitgeschakeld in de halve finale |
| F       | de finale verloren               |
| W       | het toernooi gewonnen            |
| w-v     | winst/verlies-balans             |

### Prestatietabel enkelspel
| Grandslamtoernooien                                     |                  |                  |                  |                  |                  |                  |               |                  |                  |                      |                      |                      |
| Australian Open                                         | –                | –                | 3R               | 2R               | 2R               | 2R               | KF            | 1R               | 1R               | 0 / 7                | 9-7                  |                      |
| Roland Garros                                           | –                | –                | 1R               | 1R               | 1R               | 4R               | 3R            | –                | –                | 0 / 5                | 5-5                  |                      |
| Wimbledon                                               | –                | –                | 4R               | 1R               | 2R               | 2R               | KF            | 1R               | –                | 0 / 6                | 8-6                  |                      |
| US Open                                                 | –                | –                | 1R               | 1R               | 2R               | 1R               | 2R            | –                | –                | 0 / 5                | 2-5                  |                      |
| Winst-verlies                                           | 0-0              | 0-0              | 5-4              | 1-4              | 3-4              | 5-4              | 11-4          | 0-2              | 0-1              | 0 / 23               | 25-23                |                      |
| Olympische Spelen                                       |                  |                  |                  |                  |                  |                  |               |                  |                  |                      |                      |                      |
| Olympische Spelen                                       | geen toernooi    | geen toernooi    | geen toernooi    | –                | geen toernooi    | geen toernooi    | geen toernooi | 1R               | g.t.             | 0 / 1                | 0-1                  |                      |
| Grand Slam Cup                                          |                  |                  |                  |                  |                  |                  |               |                  |                  |                      |                      |                      |
| Grand Slam Cup                                          | g.t.             | –                | –                | –                | –                | –                | KF            | –                | –                | 0 / 1                | 1-1                  |                      |
| Super 9 / Tennis Masters Series / ATP Masters Series    |                  |                  |                  |                  |                  |                  |               |                  |                  |                      |                      |                      |
| Miami                                                   | –                | –                | –                | –                | 1R               | 2R               | 2R            | 1R               | –                | 0 / 4                | 1-4                  |                      |
| Monte Carlo                                             | –                | –                | –                | –                | –                | –                | 1R            | –                | –                | 0 / 1                | 0-1                  |                      |
| Rome                                                    | –                | –                | –                | –                | 1R               | KF               | 2R            | –                | –                | 0 / 3                | 4-3                  |                      |
| Hamburg                                                 | –                | –                | –                | –                | –                | KF               | 3R            | –                | –                | 0 / 2                | 5-2                  |                      |
| Cincinnati                                              | –                | –                | –                | –                | 1R               | –                | –             | 1R               | –                | 0 / 2                | 0-2                  |                      |
| Essen                                                   | geen toernooi    | geen toernooi    | geen toernooi    | geen toernooi    | geen toernooi    | geen toernooi    | 2R            | geen toernooi    | geen toernooi    | 0 / 1                | 1-1                  |                      |
| Parijs                                                  | –                | –                | –                | –                | –                | 2R               | 2R            | –                | –                | 0 / 2                | 2-2                  |                      |
| Winst-verlies                                           | 0-0              | 0-0              | 0-0              | 0-0              | 0-3              | 8-4              | 5-6           | 0-2              | 0-0              | 0 / 15               | 13-15                |                      |
| ATP Championship Series / ATP International Series Gold |                  |                  |                  |                  |                  |                  |               |                  |                  |                      |                      |                      |
| Barcelona                                               | –                | –                | –                | 3R               | –                | –                | 1R            | –                | –                | 0 / 2                | 2-2                  |                      |
| Indianapolis                                            | –                | –                | –                | –                | 1R               | –                | –             | –                | –                | 0 / 1                | 0-1                  |                      |
| Memphis                                                 | lagere categorie | lagere categorie | –                | –                | 3R               | 2R               | 2R            | –                | 2R               | 0 / 4                | 4-4                  |                      |
| New Haven                                               | –                | –                | –                | –                | –                | 1R               | 1R            | 1R               | –                | 0 / 3                | 0-3                  |                      |
| Philadelphia                                            | –                | –                | –                | –                | –                | KF               | 1R            | –                | –                | 0 / 2                | 2-2                  |                      |
| Sydney Indoor                                           | –                | –                | –                | 1R               | 1R               | 2R               | geen toernooi | geen toernooi    | geen toernooi    | 0 / 3                | 1-3                  |                      |
| Stuttgart Outdoor                                       | –                | –                | –                | –                | –                | 1R               | 1R            | –                | –                | 0 / 2                | 0-2                  |                      |
| Tokio Indoor                                            | –                | –                | –                | 1R               | 2R               | HF               | 3R            | geen toernooi    | geen toernooi    | 0 / 4                | 5-4                  |                      |
| Tokio Outdoor                                           | –                | –                | 1R               | –                | –                | –                | –             | –                | –                | 0 / 1                | 0-1                  |                      |
| Washington                                              | –                | –                | 1R               | –                | –                | –                | –             | 2R               | –                | 0 / 2                | 1-2                  |                      |
| Winst-verlies                                           | 0-0              | 0-0              | 0-2              | 2-3              | 3-4              | 7-6              | 1-6           | 1-2              | 1-1              | 0 / 24               | 15-24                |                      |
| ATP World Series / ATP International Series             |                  |                  |                  |                  |                  |                  |               |                  |                  |                      |                      |                      |
| Adelaide                                                | –                | –                | 1R               | –                | –                | –                | –             | –                | –                | 0 / 1                | 0-1                  |                      |
| Amsterdam                                               | geen toernooi    | geen toernooi    | geen toernooi    | geen toernooi    | geen toernooi    | geen toernooi    | 1R            | –                | –                | 0 / 1                | 0-1                  |                      |
| Athene                                                  | –                | –                | 1R               | –                | –                | –                | geen toernooi | geen toernooi    | geen toernooi    | 0 / 1                | 0-1                  |                      |
| Atlanta                                                 | geen toernooi    | geen toernooi    | geen toernooi    | KF               | W                | 1R               | –             | –                | –                | 1 / 3                | 7-2                  |                      |
| Auckland                                                | –                | –                | –                | 2R               | –                | –                | –             | –                | –                | 0 / 1                | 1-1                  |                      |
| Båstad                                                  | –                | –                | –                | 1R               | –                | –                | –             | –                | –                | 0 / 1                | 0-1                  |                      |
| Birmingham (GB)                                         | geen toernooi    | geen toernooi    | 1R               | geen toernooi    | geen toernooi    | geen toernooi    | geen toernooi | geen toernooi    | geen toernooi    | 0 / 1                | 0-1                  |                      |
| Birmingham (US)                                         | geen toernooi    | geen toernooi    | geen toernooi    | geen toernooi    | geen toernooi    | KF               | geen toernooi | geen toernooi    | geen toernooi    | 0 / 1                | 2-1                  |                      |
| Bologna                                                 | –                | –                | 1R               | –                | –                | –                | –             | –                | –                | 0 / 1                | 0-1                  |                      |
| Brisbane Indoor                                         | –                | –                | –                | 2R               | geen toernooi    | geen toernooi    | geen toernooi | geen toernooi    | geen toernooi    | 0 / 1                | 1-1                  |                      |
| Búzios                                                  | geen toernooi    | geen toernooi    | 1R               | –                | geen toernooi    | geen toernooi    | geen toernooi | geen toernooi    | geen toernooi    | 0 / 1                | 0-1                  |                      |
| Casablanca                                              | –                | –                | g.t.             | 1R               | –                | –                | –             | –                | –                | 0 / 1                | 0-1                  |                      |
| Charlotte                                               | g.t.             | g.t.             | –                | 1R               | KF               | geen toernooi    | geen toernooi | geen toernooi    | geen toernooi    | 0 / 2                | 2-2                  |                      |
| Doha                                                    | geen toernooi    | geen toernooi    | geen toernooi    | geen toernooi    | –                | 2R               | 1R            | –                | –                | 0 / 2                | 1-2                  |                      |
| Estoril                                                 | –                | –                | –                | –                | 1R               | –                | –             | –                | –                | 0 / 1                | 0-1                  |                      |
| Guarujá                                                 | –                | –                | 2R/1R            | –                | geen toernooi    | geen toernooi    | geen toernooi | geen toernooi    | geen toernooi    | 0 / 2                | 1-2                  |                      |
| Halle                                                   | geen toernooi    | geen toernooi    | geen toernooi    | geen toernooi    | –                | –                | HF            | –                | –                | 0 / 1                | 3-1                  |                      |
| Hilversum                                               | 1R               | –                | 1R               | KF               | 2R               | 1R               | geen toernooi | geen toernooi    | geen toernooi    | 0 / 5                | 3-5                  |                      |
| Jakarta                                                 | geen toernooi    | geen toernooi    | geen toernooi    | geen toernooi    | HF               | 1R               | –             | 2R               | g.t.             | 0 / 3                | 4-3                  |                      |
| Kopenhagen                                              | g.t.             | g.t.             | 1R               | KF               | –                | –                | –             | –                | –                | 0 / 2                | 2-2                  |                      |
| Kuala Lumpur Indoor                                     | geen toernooi    | geen toernooi    | geen toernooi    | geen toernooi    | 2R/KF            | W                | KF            | –                | g.t.             | 1 / 4                | 10-3                 |                      |
| Long Island                                             | –                | –                | –                | –                | –                | –                | 1R            | –                | –                | 0 / 1                | 0-1                  |                      |
| Los Angeles                                             | –                | –                | –                | –                | 1R               | –                | –             | –                | –                | 0 / 1                | 0-1                  |                      |
| Madrid                                                  | –                | –                | KF               | –                | –                | –                | –             | geen toernooi    | geen toernooi    | 0 / 1                | 2-1                  |                      |
| Manchester                                              | –                | –                | –                | W                | KF               | KF               | geen toernooi | geen toernooi    | geen toernooi    | 1 / 3                | 9-2                  |                      |
| Moskou                                                  | –                | –                | –                | 1R               | 1R               | HF               | –             | –                | –                | 0 / 3                | 3-3                  |                      |
| Newport                                                 | –                | –                | KF               | –                | –                | –                | –             | 1R               | –                | 0 / 2                | 2-2                  |                      |
| Palermo                                                 | –                | –                | 1R               | –                | –                | –                | –             | –                | –                | 0 / 1                | 0-1                  |                      |
| Peking                                                  | geen toernooi    | geen toernooi    | geen toernooi    | geen toernooi    | 1R               | –                | –             | –                | –                | 0 / 1                | 0-1                  |                      |
| Rosmalen                                                | g.t.             | 1R               | 1R               | 1R               | 1R               | KF               | 2R            | 1R               | 1R               | 0 / 8                | 3-8                  |                      |
| Rotterdam                                               | –                | –                | –                | 1R               | 1R               | 1R               | 1R            | 2R               | 1R               | 0 / 6                | 1-6                  |                      |
| San Francisco                                           | –                | –                | –                | –                | 1R               | geen toernooi    | geen toernooi | geen toernooi    | geen toernooi    | 0 / 1                | 0-1                  |                      |
| São Paulo                                               | –                | HF               | –                | –                | geen toernooi    | geen toernooi    | geen toernooi | geen toernooi    | geen toernooi    | 0 / 1                | 3-1                  |                      |
| Schenectady                                             | –                | –                | 1R               | 2R               | 1R               | W                | geen toernooi | geen toernooi    | geen toernooi    | 1 / 4                | 6-4                  |                      |
| Seoel                                                   | –                | –                | 1R               | –                | –                | –                | –             | –                | –                | 0 / 1                | 0-1                  |                      |
| Shanghai                                                | geen toernooi    | geen toernooi    | geen toernooi    | geen toernooi    | geen toernooi    | geen toernooi    | geen toernooi | –                | 1R               | 0 / 1                | 0-1                  |                      |
| Singapore                                               | –                | –                | 2R               | –                | geen toernooi    | geen toernooi    | geen toernooi | –                | h.c.             | 0 / 1                | 1-1                  |                      |
| Stockholm                                               | hogere categorie | hogere categorie | hogere categorie | hogere categorie | hogere categorie | hogere categorie | 1R            | –                | –                | 0 / 1                | 0-1                  |                      |
| Sydney Outdoor                                          | –                | –                | –                | –                | –                | –                | 2R            | –                | –                | 0 / 1                | 0-1                  |                      |
| Tampa                                                   | geen toernooi    | geen toernooi    | –                | 2R               | 1R               | geen toernooi    | geen toernooi | geen toernooi    | geen toernooi    | 0 / 2                | 1-2                  |                      |
| Tel Aviv                                                | –                | –                | 1R               | –                | –                | –                | –             | –                | g.t.             | 0 / 1                | 0-1                  |                      |
| Toulouse                                                | –                | –                | –                | –                | –                | –                | –             | 2R               | –                | 0 / 1                | 1-1                  |                      |
| Umag                                                    | –                | –                | 2R               | –                | –                | –                | –             | –                | –                | 0 / 1                | 1-1                  |                      |
| Wellington                                              | –                | –                | –                | 1R               | geen toernooi    | geen toernooi    | geen toernooi | geen toernooi    | geen toernooi    | 0 / 1                | 0-1                  |                      |
| Wenen                                                   | –                | –                | –                | 1R               | –                | –                | –             | hogere categorie | hogere categorie | 0 / 1                | 0-1                  |                      |
| Winst-verlies                                           | 0-1              | 3-2              | 7-18             | 15-15            | 16-15            | 20-9             | 6-9           | 3-5              | 0-3              | 4 / 81               | 70-77                |                      |
| Davis Cup                                               |                  |                  |                  |                  |                  |                  |               |                  |                  |                      |                      |                      |
| Davis Cup                                               | –                | –                | –                | 0-1              | –                | 0-2              | 1-0           | 1-1              | –                | 0 / 4                | 2-4                  |                      |
| World Team Cup                                          |                  |                  |                  |                  |                  |                  |               |                  |                  |                      |                      |                      |
| World Team Cup                                          | –                | –                | –                | –                | –                | –                | 1-2           | –                | –                | 0 / 1                | 1-2                  |                      |
| Carrière statistieken                                   |                  |                  |                  |                  |                  |                  |               |                  |                  |                      |                      |                      |
| ATP Toernooien gespeeld                                 | 1                | 2                | 24               | 24               | 27               | 26               | 28            | 13               | 5                | Carrière totaal: 150 | Carrière totaal: 150 | Carrière totaal: 150 |
| ATP Finales                                             | 0                | 0                | 0                | 1                | 1                | 2                | 0             | 0                | 0                | Carrière totaal: 4   | Carrière totaal: 4   | Carrière totaal: 4   |
| ATP Toernooien gewonnen                                 | 0                | 0                | 0                | 1                | 1                | 2                | 0             | 0                | 0                | Carrière totaal: 4   | Carrière totaal: 4   | Carrière totaal: 4   |
| Statistieken per ondergrond                             |                  |                  |                  |                  |                  |                  |               |                  |                  |                      |                      |                      |
| Hardcourt Gewonnen-Verloren                             | 0-0              | 0-0              | 4-12             | 4-7              | 10-13            | 10-10            | 5-9           | 3-8              | 1-2              | 1 / 61               | 37-61                |                      |
| Gravel Gewonnen-Verloren                                | 0-1              | 0-0              | 3-7              | 7-8              | 8-6              | 11-7             | 7-9           | 0-0              | 0-0              | 1 / 39               | 36-38                |                      |
| Gras Gewonnen-Verloren                                  | 0-0              | 0-1              | 5-3              | 5-2              | 3-3              | 5-3              | 8-3           | 1-4              | 0-1              | 1 / 21               | 27-20                |                      |
| Tapijt Gewonnen-Verloren                                | 0-0              | 3-1              | 0-2              | 2-6              | 1-4              | 14-5             | 6-7           | 1-1              | 0-2              | 1 / 29               | 27-28                |                      |
| Totaal winst-verlies                                    | 0-1              | 3-2              | 12-24            | 18-23            | 22-26            | 40-25            | 26-28         | 5-13             | 1-5              | 4 / 150              | 127-147              |                      |
| Eindejaarsranking                                       | 276              | 130              | 110              | 78               | 62               | 23               | 43            | 307              | 604              |                      |                      |                      |

### Prestatietabel grand slam, dubbelspel
| Toernooi        | 1991 | 1992 | 1993 | 1994 | 1995 | 1996 | 1997 | 1998 |
| --------------- | ---- | ---- | ---- | ---- | ---- | ---- | ---- | ---- |
| Australian Open | 1R   | 2R   | 3R   | W    | HF   | 3R   | HF   | W    |
| Roland Garros   | 3R   | 2R   | 3R   | KF   | W    | –    | HF   | W    |
| Wimbledon       | –    | 3R   | 1R   | KF   | KF   | 1R   | F    | W    |
| US Open         | 3R   | KF   | 2R   | W    | 3R   | F    | 2R   | –    |